# Stad en land - Live 92/98
 Stad en land - Live 92/98 is het eerste livealbum van Stef Bos uit 1998.

## Nummers
| Nr. | Titel              | Schrijver(s)                                                         | Duur |
| --- | ------------------ | -------------------------------------------------------------------- | ---- |
| 1.  | Hilton Barcelona   | Françis Wildemeersch, Marcel De Boeck, Stef Bos                      | 4:53 |
| 2.  | De onderstroom     | Louis Mhlanga, Fana Kekana, Stella Khumalo, Bert Embrechts, Stef Bos | 4:31 |
| 3.  | De dag zal komen   | Françis Wildemeersch, Stef Bos                                       | 3:13 |
| 4.  | De tovenaar        | Françis Wildemeersch, Bert Embrechts, Stef Bos                       | 4:49 |
| 5.  | Zondag in Soweto   | Stef Bos                                                             | 4:55 |
| 6.  | Awuwa (Dansen)     | Johannes Kerkorrel, Didi Kriel, Stef Bos                             | 3:53 |
| 7.  | Arme schapen       | Françis Wildemeersch, Stef Bos, Rob Chrispijn                        | 5:34 |
| 8.  | Mamira Fenna       | Stef Bos                                                             | 4:20 |
| 9.  | Sophiatown         | Stef Bos                                                             | 3:42 |
| 10. | Door de wind       | Stef Bos                                                             | 2:30 |
| 11. | De tederheid       | Stef Bos                                                             | 4:47 |
| 12. | Mijn stad          | Stef Bos                                                             | 4:13 |
| 13. | Fake               | Françis Wildemeersch, Stef Bos                                       | 4:41 |
| 14. | Gek zijn is gezond | Stef Bos                                                             | 3:02 |
| 15. | Is dit nu later    | Stef Bos                                                             | 4:16 |
| 16. | Papa               | Stef Bos                                                             | 3:59 |
| 17. | Ik heb je lief     | Stef Bos                                                             | 3:51 |